# MacGregor Point Provincial Park
MacGregor Point Provincial Park är en park i Kanada.   Den ligger i provinsen Ontario, i den sydöstra delen av landet, 500 km väster om huvudstaden Ottawa. MacGregor Point Provincial Park ligger 188 meter över havet.
Terrängen runt MacGregor Point Provincial Park är platt. Närmaste större samhälle är Port Elgin, 7,4 km öster om MacGregor Point Provincial Park. 
Omgivningarna runt MacGregor Point Provincial Park är en mosaik av jordbruksmark och naturlig växtlighet. Runt MacGregor Point Provincial Park är det mycket glesbefolkat, med 5 invånare per kvadratkilometer.